# Mariage plus vieux, mariage heureux
Mariage plus vieux, mariage heureux (France) ou La Guerre des tubes (Québec) (Rome-old and Juli-eh) est le 15e épisode de la saison 18 de la série télévisée d'animation Les Simpson.

## Synopsis
Après qu'Homer a transformé sa cave en bar à jeux, il se rend dans un tribunal et fait une déclaration de faillite pour ne pas payer. Un huissier l'oblige à régler ses dettes, et après ça, le budget familial des Simpson est très restreint au point qu'Homer doit retirer Abraham de la maison de retraite et le loger chez lui.
Un soir, Marge demande à sa sœur Selma de venir garder Abraham et Maggie et les deux adultes tombent amoureux l'un de l'autre. Mais Homer et Patty tentent l'impossible pour les faire rompre, comme le fait de faire passer Patty pour Selma. Malgré tout, Abraham épouse Selma.
Pendant ce temps, Lisa et Bart commandent des cartons et construisent un fort dans le jardin avant d'être attaqués par des livreurs.

## Références culturelles

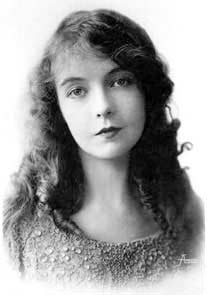
Lillian Gish, une des gloires du cinéma (muet puis parlant), a eu une très longue carrière, et ses affiches ont dû être collées aux murs des chambres en Amérique pendant plusieurs décennies